# Ley de Abolición de la Nobleza
La Ley de Abolición de la Nobleza (en alemán: Adelsaufhebungsgesetz) es una ley constitucional austríaca, que se desarrolló como parte del proceso legislativo emprendido en 1919 por el parlamento de la República de Austria Alemana con el fin de eliminar cualquier aspecto de la nobleza austríaca de la política y sociedad de la recién inaugurada república, establecida tras el fracaso de la Primera Guerra Mundial y la consiguiente disolución del Imperio austrohúngaro. Fue un proceso enmarcado dentro del republicanismo germánico de esa época, con una interpretación más radical de la supresión del Antiguo Régimen, que sigue afectando algunas legislaciones centroeuropeas a día de hoy. La ley se aprobó el 3 de abril de 1919 y entró en vigor una semana después conjuntamente con la Ley Habsburgo, el otro componente destacado de esta legislación. Actualmente, forma parte de las Leyes Constitucionales Federales de la República de Austria.
En enero de 2023, el Tribunal Europeo de Derechos Humanos (TEDH) falló en contra de una de las principales disposiciones de la ley, resolviendo que el apellido de una persona forma parte de su misma identidad, por lo que la prohibición del uso del título nobiliario como parte del apellido —celosamente mantenida por los Gobiernos austríacos durante un siglo entero— es contraria al derecho europeo. Se trata de la disposición más relevante de la ley en la actualidad y la más discutida, que ha generado tensiones, debates políticos y proposiciones de enmienda a lo largo de los años. Actualmente, las autoridades austríacas están estudiando la intención del fallo y su interpretación jurisprudencial.

## Descripción
La llamada Ley de Abolición de la Nobleza, las Órdenes Seculares de Caballería y Damas, y Títulos y Dignidades Relevantes (Gesetz über die Aufhebung des Adels, der weltlichen Ritter- und Damenorden und gewisser Titel und Würden) se aprobó unánimemente por la Asamblea Nacional Constituyente —nombre del parlamento austríaco de la época— con la participación de más de la mitad de los miembros de la casa. Con su puesta en práctica a partir del 10 de abril de 1919, se derogaba la institución de la nobleza hereditaria en Austria, con sus honores inherentes, así como los títulos y dignidades conferidas meramente por distinción (es decir, los no vinculados a un cargo oficial, profesión o capacidad académica o artística), siendo afectados la mayor parte de los títulos de nobleza históricos, y los beneficios asociados a ellos.
Actualmente, en conformidad con el apartado 1 del artículo 149 de la Constitución, la Ley de Abolición de la Nobleza es definida como Ley Constitucional Federal, es decir, forma parte del conjunto de normas constitucionales del país. Con ello se diferencia de forma sustancial de Alemania, que, a pesar de haber abolido la nobleza también en 1919 (en el marco de la República de Weimar), los títulos han pasado a formar parte de los apellidos de los miembros de la nobleza que así lo quisieran, y de sus herederos. En Austria, sin embargo, el uso del título como parte del nombre oficial, forma de introducción en público o en el contacto con la Administración es sancionable (actualmente se considera infracción administrativa).
Por norma general, la ley nunca contemplaba expresamente la expropiación de bienes hereditarios (es decir, de propiedad privada), exceptuando el caso de la dinastía de los Habsburgo-Lorena (véase Ley Habsburgo) y casos durante el nazismo por motivos políticos y racistas. A diferencia de Alemania, la nobleza austríaca no ha tenido que afrontar expropiaciones más generalizadas como resultado de la instauración de un régimen socialista, como fue el caso de la RDA. Por otra parte, es precisamente debido a que la alta nobleza (normalmente formada por la vieja nobleza) pudiera quedarse sus posesiones y, por tanto, su estatus en la sociedad, que en un principio la ley perjudicaba de facto sobre todo a la llamada Briefadel (títulos concedidos por cartas de privilegio), cuyos títulos muchas veces eran el único indicio de su posición social y, por tanto, prestigio. Según el historiador Roman Sandgruber, «La pérdida de los privilegios nobiliarios fue dolorosa, aunque seguramente más para la nobleza por privilegio, a la que se arrebataba así lo más importante, que para la alta nobleza, a la que no se le podían arrebatar los símbolos históricos, los castillos y bosques, y la imagen nobiliaria construida durante siglos».

### Trato social
El uso del trato nobiliario en la sociedad es algo complejo, y existen distintas interpretaciones de la ley según el caso e incluso el estado federado. Sobre todo se ha hecho difícil de aplicar con la divulgación de los medios digitales y sociales, y debe en todo caso respetar la libertad de expresión y cumplir con la legislación europea en esta materia. En líneas generales, dirigirse en sociedad con el título nobiliario, algo que se hace con cierta moderación en las familias de la antigua nobleza austríaca, constituye una infracción del ordenamiento público, aunque «siempre y cuando se considere un desprecio permanente o desafiante de la ley». Sin embargo, no se aplica a la mención del tratamiento protocolario por una tercera persona que no sea entidad pública (por ejemplo, el incluir la palabra Graf o la preposición von en la dirección del destinatario de una carta personal).
Algunos estados tienen una legislación más laxa aún. La directriz protocolaria del estado de Estiria, por ejemplo, aclara que el dirigirse privadamente una persona a otra —bien en persona bien en escrito— usando un título o predicado de nobleza, no es en sí un acto punible. Añade que queda a discreción de cada destinatario cómo tratarla, si bien se pide moderación, sobre todo a empleados y representantes de las instituciones públicas y políticas (siempre tratándose de sus comunicaciones privadas, pues la legislación federal prohíbe que se haga uso en comunicaciones institucionales u oficiales). Una asesoría alemana aconseja a sus clientes que acuden a eventos de la alta sociedad austríaca que, «...en una presentación de los nobles austríacos, a los que en realidad se prohíbe usar títulos nobiliarios en público, también hay que tener en cuenta la “sensibilidad republicana” de los demás presentes». Sin embargo, aunque los tratamientos nobiliarios ya no existen per se, no son tan raros en el uso diario. También se pueden encontrar con relativa frecuencia en obituarios o lápidas.   
Un caso aparte es la palabra Herr (‘señor’), que se usa en alemán para el tratamiento de cualquier interlocutor o destinatario varón (lo mismo que en español). Por tanto, a diferencia de Graf, Ritter y similares, con las que una persona no puede presentarse en público ni dirigirse a las autoridades, es más difícil discernir cuando lo hace una persona que se considera con derecho a dicha dignidad. Sin embargo, no lo puede incluir en su apellido o en contextos donde su significado nobiliario no deja lugar a interpretaciones. La palabra Freiherr que deriva de ella está del todo prohibida en este tipo de usos.

### Trato vinculado a un cargo o profesión
Actualmente existen en Austria más de un millar de títulos concedidos por una posición profesional o académica, altos cargos públicos y concesiones honoríficas. Algunos de estos títulos tienen su origen en títulos concedidos en el pasado por el Consejo Imperial a personas que destacaban por sus habilidades o por sus cargos en la corte o al servicio de la alta nobleza. Algunos de estos términos incluían la palabra Rat (consejo), siendo el más prominente Geheimrat (concedido a los funcionarios más altos de la corte), que se prohibió en el marco de la ley. En Alemania, en cambio, se usaba hasta los años 1940.
Una notable excepción es el título Hofrat (lit. ‘consejo de la corte’), que se usaba durante gran parte del siglo XX y, aunque hoy se considera anticuado, algunos aún se enorgullecen de lucirlo. Se ha usado en dos grupos principales de personas: altos funcionarios de la Administración pública, concretamente en cargos específicos, y profesionales que han destacado en sus respectivos campos. En el caso de los funcionarios se trata de un título profesional, y por tanto inherente a su cargo; mientras que en el caso de los profesionales, cada caso debe aprobarse por el Consejo de Ministros. Se suele conceder a catedráticos de universidades, autores y legisladores de prestigio, presidentes de grandes empresas, directores y jefes de plantas de hospitales y galardonados con premios relevantes. El título se podría traducir en español como ‘excelencia’, mientras que su cognado, el título Exzellenz, se usa únicamente para embajadores y cónsules generales (por su internacionalidad); se trata de un título que en tiempos del Imperio se usaba en conjunto con Geheimrat.
En el caso de los cargos de la Iglesia católica (la fe mayoritaria en Austria), aún se emplean título como Eminenz (‘eminencia’) o Exzellenz para cardenales, obispos y arzobispos; en el caso de la Iglesia ortodoxa, también se emplean para los patriarcas. Aunque algunas legislaciones republicanas intentaban en el pasado limitar su uso también, aquello resultaba complicado ya que ni se consideran títulos nobiliarios ni son otorgados por las autoridades del Estado.

### Legalidad

#### Uso y sanciones
Las infracciones previstas en esta ley son administrativas y solo afectan el uso propio del tratamiento y no su uso por terceros (alejándose algo del propósito original de la ley de 1919). Según el artículo 5 de la correspondiente ley, el uso de designaciones, títulos y dignidades nobiliarias, tanto en la comunicación con la Administración (a nivel nacional, regional o local) como en entrevistas y comunicados públicos, son punibles. También lo es la inclusión de símbolos de uno mismo referentes a la nobleza (como escudos de armas). Sin embargo, la tenencia y uso demostrativo, educativo y en círculos privados de objetos ya existentes que llevan integrados títulos o símbolos de la nobleza, siendo propiedad privada, no es sancionable salvo en casos de «desprecio desafiante de la ley».
La legislación afecta también a ciudadanos austríacos que ostentan títulos extranjeros, aunque solo en cuanto a su utilización en Austria en los supuestos mencionados (también aplicable a austríacos con ciudadanía múltiple). Por ejemplo, un ciudadano austríaco que ostente el título español de conde, será sancionado si lo utiliza en Austria en los supuestos de la ley. Un caso algo complejo son los títulos concedidos por algunos de los Estados históricos de Alemania a ciudadanos austríacos, siendo de hecho títulos alemanes, ya que la ley alemana de 1919 permitía la inclusión del título como parte del apellido y el uso de los predicados von y zur, prohibidos en la ley austríaca. El uso público de estos apellidos (por ejemplo en la prensa en alemán) no puede prohibirse, ya que Austria no puede exigir la aplicación de su ley a Alemania ni a nivel internacional. Lo que sí está expresamente prohibido es su uso dentro del sistema público y político austríaco o en comunicaciones con las autoridades.
Sin embargo, un ciudadano no austríaco residente en Austria puede dirigirse a las autoridades con su apellido también cuando este incluye uno de los mencionados predicados. Lo mismo ocurre con nombres similares en otros idiomas, en este caso admitidos incluso para ciudadanos austríacos. Por ejemplo, el presidente austríaco Alexander Van der Bellen lleva en su nombre la preposición neerlandesa van. Esta condición ha suscitado críticas por parte de opositores a la ley, que denuncian «la doble vara de medir» en este respecto.

#### Cuantía de la multa
La cuantía de la multa no ha cambiado desde 1948, cuando se ajustó el importe de 20 000 coronas establecida en la ley original a los 4000 chelines de la época. Ya que no ha sido actualizada ni revalorizada, actualmente corresponde en teoría a un importe de unos 290 euros; de ser ajustado su valor, ascendería a unos 5000 euros. La aplicación de las multas corresponde a la autoridad administrativa del distrito. Sin embargo, existe una ley austríaca que prohíbe la recaudación fiscal (desde impuestos hasta multas) de importes que no han sido ajustados a la moneda de uso actual y a su respectiva cotización. Por tanto, la resolución emitida por una infracción de esta ley muchas veces no contempla en la práctica el pago de una multa, o solo contempla una multa simbólica.
En 2015, un funcionario de la Criminalística de Viena repartió tarjetas de visita en las que aparecían en su nombre las palabras Freiherr y von. En consecuencia, fue sancionado por la autoridad administrativa de Viena con una multa simbólica de 14 céntimos. Anteriormente, la multa impuesta por la ciudad de Viena para este tipo de infracciones había sido de 190 euros, pero debido a que no cumpliera con la ley anteriormente citada, se redujo a 10 céntimos. El añadido de 4 céntimos se debía al uso de dos palabras «prohibidas».
En la interpretación actual de la ley no existe la opción de reclusión (teóricamente hasta seis meses), salvo en casos de acumulación de multas sin pagar (como en otros casos de impago de multas).

#### Casos específicos
A partir del establecimiento de la actual República de Austria tras la Segunda Guerra Mundial, la ley ha sido objeto de jurisprudencia en varias ocasiones. En 1952, el Tribunal Supremo austríaco dictaminó que la esposa austríaca de un ciudadano alemán con predicado nobiliario en su apellido, que conservaba la ciudadanía austríaca, podía utilizar la misma designación, que formaba parte de su nombre registrado según la Constitución de Weimar. Por otro lado, en 2003, el Tribunal Constitucional falló que una mujer austríaca adoptada por un noble alemán en Alemania no podía utilizar sus designaciones como parte de su nombre. Un caso similar el mismo año, en el que se solicitaba incluir el título Fürstin (‘princesa’) en el apellido, fue planteado ante el Tribunal Administrativo Superior de Austria con el fin de establecer si la prohibición contemplada en la ley infringía la legislación europea, y este elevó la cuestión al Tribunal de Justicia de las Comunidades Europeas. En 2010, la corte europea falló a favor de la interpretación del Constitucional austríaco de 2003, afirmando que la Ley de Abolición de la Nobleza «forma parte de la identidad nacional austríaca».
Un caso curioso es de los artistas que usan los predicados nobiliarios en sus nombres artísticos, como protesta, parodia o cualquier otro motivo. A fecha de hoy, ni las autoridades ni la justicia han logrado aclarar en qué medida el uso de estos nombres contradice la Ley de Abolición de la Nobleza, que no contempla este tipo de casos, teniendo en cuenta que en Austria la libertad artística es muy tenida en cuenta tanto por ley como por la sociedad. Según el Ministerio Federal de Justicia, cada caso debería evaluarse en función de las circunstancias, siempre y cuando se trate de un título ficticio (o sea, no relacionado con un título nobiliario real).

## Actualidad

### Iniciativas de enmienda
En abril de 2015, el partido Los Verdes registró una propuesta de resolución en el Consejo Nacional para «adaptar la ley a las realidad actual», especialmente en lo que respecta a sus disposiciones penales, contemplando multas más elevadas una vez se realizaran los ajustes fiscales requeridos. Las doce formaciones de la coalición de izquierda-centroizquierda se comprometieron a apoyar la iniciativa, aunque finalmente el partido NEOS exigió una revisión fundamental de la intención de la propuesta, que finalmente no fue aprobada. Otra moción similar en 2017, también de Los Verdes, fue suspendida indefinidamente en el Comité Constitucional del Consejo Nacional.
Por otro lado, tanto los opositores a la ley como parte de la prensa nacional han criticado estas propuestas en repetidas ocasiones. El periodista de orientación sociolibral Hans Rauscher escribió irónicamente sobre «el valiente esfuerzo contra uno de los problemas más acuciantes de nuestro tiempo», describiendo la iniciativa como el «renacimiento de una fobia centenaria a la nobleza».

### Interpretación excesiva
En algunas ocasiones, las autoridades austríacas locales han excedido en la interpretación de la ley, aplicando criterios más tarde anulados por los tribunales. En 2018, el Ayuntamiento de Viena resolvió no permitir el registro de nuevos apellidos que incluyesen la conjunción und (‘y’) entre dos o más palabras, entendiendo que esta partícula puede interpretarse también desde una perspectiva social (entre los apellidos de la nobleza germánica es común encontrarse con formas como von X und Y, por lo que se temía una alusión a un estatus nobiliario aun con la eliminación del ‘von’). Algunas de las personas afectadas por la resolución apelaron al Tribunal Administrativo Regional de Viena, que en febrero de 2021 les dio la razón, declarando nula la resolución de la Administración municipal y ordenando aplicar las modificaciones en los apellidos de los reclamantes para que incluyeran la conjunción solicitada.

### Crítica y oposición

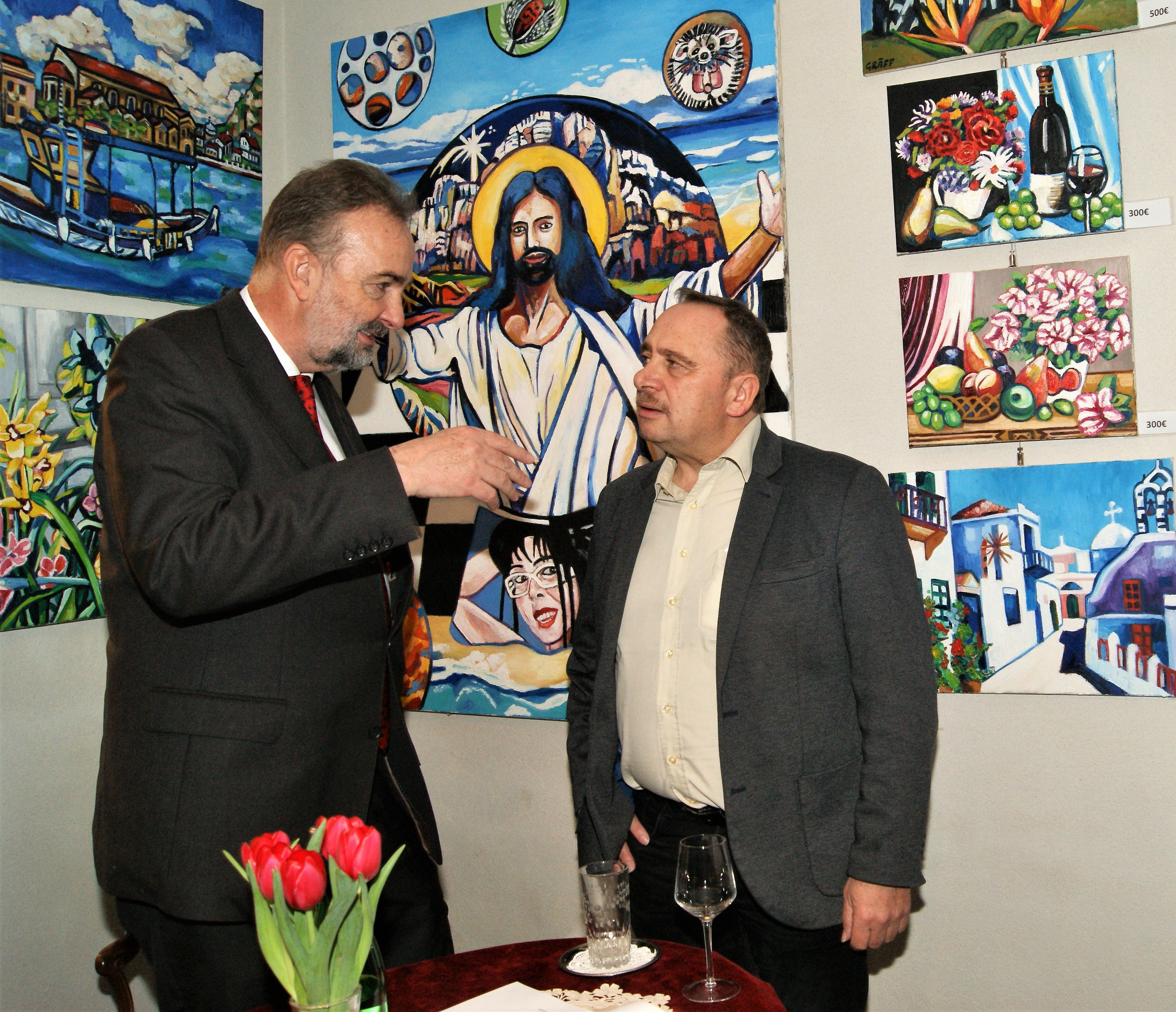
Carlos de Habsburgo en la conferencia 100 Años de Paneuropeísmo, defendiendo la «identidad paneuropeísta», un movimiento que aboga por los valores tradicionalistas de Europa.

En 2019, Carlos Habsburgo-Lorena, nieto de Carlos I y presunto pretendiente al trono (actualmente empresario y político), fue sancionado por el distrito de Viena-Landstraße por su sitio web particular titulado karl von habsburg, bajo la URL karlvonhabsburg.at. Entre otras cosas, la web recoge una lista completa de sus títulos y dignidades históricas, que según la ley austríaca no ostenta (constituyéndose desde la perspectiva del orden público austríaco en un engaño). Tras recurrir ante el Tribunal Administrativo Regional, este avaló la sanción, si bien en realidad no se impuso ninguna multa pues la cuantía citada, de 20 000 coronas, nunca fue traducida al valor actual del euro. También la pena de reclusión de cuatro horas por posible impago de la multa, dictada por un tribunal local, fue anulada después por una instancia superior. Este hecho ha suscitando reacciones tanto de la izquierda parlamentaria, cuyas proposiciones de ley en años anteriores (en parte para tratar este asunto) no prosperaron, como de la prensa de esta ideología. Por su parte, Carlos avisó que llevaría el caso al Tribunal Administrativo Superior, rechazando la sentencia de la corte regional y avisando que no pensaba migrar su web a otro dominio ni cambiarle de nombre. Según él, «tratándose de la World Wide Web y no de una "Ausrian Web"», la actuación de las autoridades ha sido censuradora. Teóricamente, el uso del sufijo .de (dominio alemán) en vez de .at (dominio austríaco) podría decantar la opinión judicial a su favor, pero ha dicho estar decidido mantener el dominio actual. A fecha de mayo de 2025, la web sigue activa, habiendo ganado popularidad desde la publicación del caso (sobre todo durante la pandemia de COVID-19), conocido en la prensa austríaca como la Causa Habsburgo.
En las últimas décadas, los opositores a la ley entre la propia vieja nobleza se han expresado con más libertad, notando el cambio de los tiempos. Esto no fue siempre el caso: El padre de Carlos de Habsburgo, Otón Habsburgo-Lorena (fallecido en 2011), en su día también pretendiente al trono, casi no se pronunciaba al respecto; desde su regreso del exilio en 1966, se puso a dedicar a la política, llegando a ser durante 20 años diputado en el Parlamento Europeo por CSU. En cambio, tanto Carlos como su tío abuelo Ulrich Habsburgo-Lorena se han expresado contra la validez tanto de la Ley de Abolición de la Nobleza como de la Ley Habsburgo. Carlos llegó a definir la ley como «perteneciente al vertedero de la historia» y Ulrich, de convicciones demócratas y antaño miembro de Los Verdes, definió como «ridículo» el caso de la web oficial de su primo segundo (aunque según él, no le daba mucha importancia, y que personalmente pensaba seguir usando únicamente el título «Dr.» el resto de su vida). En medios de lengua alemana fuera de Austria, principalmente alemanes, se ha abordado el tema con cierto humor, con títulos como «Todo por un von» o «Una rara pelea por un von».
El jurista e historiador Egon Ellrichshausen, quien ha luchado años por tener el derecho de incluir en su nombre los predicados Freiherr y von, ha escrito un libro llamado Austria y sus nobles (Österreich und seine Adeligen), en el que critica duramente la ley, definiendo la legislación austríaca como discriminatoria y comparando la postura de los Gobiernos austríacos en esta cuestión a la culpabilidad universal echada a los judíos. El libro formó parte del material estudiado por el TEDH durante sus deliberaciones en el caso Künsberg Sarre (véase a continuación).

### Fallo del Tribunal Europeo de Derechos Humanos
En enero de 2023 se dio un paso importante por parte de la justicia europea en dirección de la modificación de la ley para algunos casos. En 2018, la familia Künsberg Sarre (históricamente de la baja nobleza de Estiria), apeló contra la ciudad de Graz por una resolución que les obligaba a eliminar la palabra von de su apellido. Tras intentar su suerte ante varias instancias judiciales en Austria, decidieron presentar el caso ante el TEDH. Casi 5 años después, este les dio finalmente la razón, argumentando que la supresión del predicado impuesta por las autoridades austríacas vulnera el derecho a la vida privada y familiar, y se considera que la palabra von como parte del apellido es una expresión identitaria que debe de respetarse. Cabe destacar que la diputada liberal Martina Künsberg Sarre del partido NEOS se registró en su día en el parlamento con el nombre Martina von Künsberg Sarre, aunque según la portavoz de la formación lo hizo como nombre artístico, sin pretensión nobiliaria.
Como respuesta al fallo del TEDH, el Gobierno austríaco ha afirmado que estudiaría el texto a fondo para poder decidir cómo proceder de aquí en adelante. Aún queda por interpretar si el fallo implicaría solo a títulos que aún a día de hoy forman parte de algunos apellidos (como es el caso apelado) o si también podría tener perspectiva de retroactividad para casos históricos, cuando se prohibía la inclusión de ciertas palabras en los apellidos y por tanto nunca llegaron a formar parte de ellos. En todo caso, a fecha de hoy (marzo de 2023), todavía no se ha realizado ningún cambio en la política de las autoridades austríacas.